# Síndrome de malabsorción de fructosa
El síndrome de malabsorción de fructosa, antiguamente conocido como intolerancia oral a la fructosa o intolerancia alimentaria a la fructosa (IAF), es un desorden digestivo en el cual la absorción de fructosa se encuentra alterada por la presencia de transportadores de fructosa deficientes en los enterocitos del intestino delgado. Esto provoca un aumento en los niveles de fructosa en el interior de todo el intestino.
La malabsorción de la fructosa es bastante común, llegando a afectar a 1 de cada 3 personas. La ocurrencia en pacientes que padecen síntomas de síndrome de intestino irritable no es mayor que la ocurrencia en la población normal. Sin embargo, debido a las similitudes entre los síntomas de ambas condiciones, los pacientes con un síndrome de malabsorción de fructosa a menudo cumplen con el perfil de aquellos pacientes que padecen de intestino irritable. En algunos casos, el síndrome de malabsorción de fructosa puede ser provocado por varias patologías que pueden causar un daño en el epitelio del interior del intestino, tales como la enfermedad celíaca.
El síndrome de malabsorción de fructosa no debe ser confundido con la intolerancia hereditaria a la fructosa, una condición potencialmente fatal en la cual existe un defecto en una enzima hepática que degrada la fructosa.

## Síntomas
La malabsorción de fructosa puede causar síntomas gastrointestinales tales como dolor, hinchazón abdominal, flatulencia o diarrea.

## Patofisiología
La fructosa se absorbe en el intestino delgado sin el concurso de enzimas digestivas. Sin embargo, incluso las personas sanas, no pueden absorber apropiadamente más de 25–50 g de fructosa con cada ingesta. La ingestión simultánea de fructosa y sorbitol parece aumentar la malabsorción de fructosa. La fructosa que no es adecuadamente absorbida resulta fermentada por la flora intestinal produciendo hidrógeno, dióxido de carbono, metano y ácidos grasos de cadena corta. Este aumento anormal en los niveles de hidrógeno puede ser detectado por medio de un test de hidrógeno espirado.
Las consecuencias fisiológicas de la malabsorción de fructosa incluyen el aumento de la carga osmótica, rápida fermentación bacteriana, alteraciones en la motilidad intestinal, formación de un biofilm en la mucosa y un perfil de flora intestinal alterado. Estos efectos son aditivos con los de otros carbohidratos de cadena corta que son pobremente absorbidos tales como el sorbitol. El significado clínico de estos eventos depende de la respuesta del intestino a tales cambios. Algunos efectos de la malabsorción de fructosa es que disminuye los niveles sanguíneos de triptófano, ácido fólico y cinc.
La restricción dietaria de fructosa libre y/o de fructanos puede proveer un alivio sintomático en una alta proporción de los pacientes que presentan desórdenes funcionales intestinales.

## Diagnóstico
El ensayo de diagnóstico, cuando se utiliza, es similar al utilizado en el diagnóstico de la intolerancia a la lactosa. Se denomina test de hidrógeno espirado y es el método utilizado actualmente para el diagnóstico clínico. Sin embargo algunos autores arguyen que estos ensayos no son una herramienta diagnóstica apropiada debido a que un resultado negativo no excluye una respuesta positiva a la restricción dietaria de fructosa.

## Tratamiento
No existe ninguna cura conocida, pero una dieta apropiada y la enzima xilosa isomerasa pueden ayudar. La ingestión simultánea de glucosa junto con fructosa mejora la absorción de fructosa y puede prevenir el desarrollo de síntomas. Por ejemplo, los pacientes pueden tolerar frutas tales como las uvas o bananas, las cuales contienen cantidades similares de glucosa y fructosa, pero las manzanas no son toleradas porque contienen niveles muy elevados de fructosa y niveles bajos de glucosa.